# Mbour Petite-Côte
El Mbour Petite-Côte es un equipo de fútbol de Senegal que juega en la Liga senegalesa de fútbol, la liga de fútbol más importante del país.

## Historia
Fue fundado en el año 1986 en la ciudad de Mbour con el nombre Touré Kunda Footpro, el cual nunca ha sido campeón de la Liga, pero si ha sido campeón de la Copa en 1 ocasión y en otra fue finalista. En la temporada 2014/15 el club cambío su nombre por el de Mbour Petite-Côte luego de fusionarse con varios equipos de la ciudad de Mbour.
A nivel internacional ha participado en 2 torneos continentales, el primero de ellos fue la Copa Confederación de la CAF 2011, donde fue eliminado en la primera ronda por el FUS de Rabat de Marruecos.

## Palmarés
- Senegal FA Cup : 3

2010, 2017, 2024
- - Finalista: 1

2011

## Participación en competiciones de la CAF
| Temporada | Torneo                       | Ronda      | Club               | Casa | Visita | Global |
| --------- | ---------------------------- | ---------- | ------------------ | ---- | ------ | ------ |
| 2011      | Copa Confederación de la CAF | Preliminar | Ports Authority FC | 2-1  | 2-2    | 4-3    |
| 2011      | Copa Confederación de la CAF | 1          | FUS Rabat          | 2-1  | 0-2    | 2-3    |
| 2018      | Copa Confederación de la CAF | Preliminar | RS Berkane         | 1-1  | 1-2    | 2-3    |